# Пета влада Мила Ђукановића
Пета влада Мила Ђукановића је изабрана 29. фебруара 2008. после оставке Жељка Штурановића због здравствених разлога.

## Састав Владе
| Ресор             | Министар       | Министар | Странка |
| ----------------- | -------------- | -------- | ------- |
| Предсједник Владе | Мило Ђукановић |          | ДПС ЦГ  |